# Persone di cognome Lombardo
| Questa pagina contiene informazioni ricavate automaticamente dalle voci biografiche con l'ausilio del template Bio e di un bot. L'aggiornamento è periodico e automatico e ricostruisce completamente la pagina. Se manca una persona in questa lista, sei pregato di non aggiungerla, ma accertati piuttosto che la sua voce biografica contenga il template Bio e che i dati anagrafici siano correttamente compilati. Se il template Bio manca, inseriscilo tu stesso o, in alternativa, metti l'avviso {{tmp\|Bio}} che ne segnala la mancanza. Se i dati riportati sono sbagliati, correggi direttamente la voce biografica; le modifiche saranno visibili in questa lista entro pochi giorni. Per chiarimenti vedi il progetto antroponimi. La lista contiene solo le 63 persone che sono citate nell'enciclopedia e per le quali è stato implementato correttamente il template Bio. Pagina aggiornata al 23 lug 2025. |

Questa è una lista di persone presenti nell'enciclopedia che hanno il cognome Lombardo, suddivise per attività principale.

## Allenatori di calcio(4)
- Attilio Lombardo, allenatore di calcio e ex calciatore italiano (Santa Maria la Fossa, n. 1966)
- Massimo Lombardo, allenatore di calcio, dirigente sportivo e ex calciatore svizzero (Bellinzona, n. 1973)
- Paolo Lombardo, allenatore di calcio e ex calciatore italiano (Brindisi, n. 1943)
- Umberto Lombardo, allenatore di calcio e calciatore italiano (Montemagno, n. 1905 - Castel Rocchero, † 1990)

## Ammiragli(1)
- Juan Lombardo, ammiraglio argentino (Salto, n. 1927 - Buenos Aires, † 2019)

## Anglisti(1)
- Agostino Lombardo, anglista, critico letterario e traduttore italiano (Messina, n. 1927 - Roma, † 2005)

## Arcivescovi cattolici(1)
- Antonio Lombardo, arcivescovo cattolico italiano († 1597)

## Artisti(1)
- Sergio Lombardo, artista italiano (Roma, n. 1939)

## Attori(6)
- Adalberto Lombardo, attore, produttore cinematografico e regista italiano (Milano, n. 1991)
- Armando Lombardo, attore, regista teatrale e scrittore italiano (Messina, n. 1933)
- Coleby Lombardo, attore statunitense (Los Angeles, n. 1978)
- Giovan Donato Lombardo, attore e commediografo italiano (Bitonto)
- Luca Lombardo, attore, illusionista e trasformista italiano (Napoli, n. 1983)
- Riccardo Lombardo, attore, doppiatore e direttore del doppiaggio italiano (Moncalieri, n. 1967)

## Attrici(1)
- Sophia Lombardo, attrice italiana (Roma, n. 1955)

## Bassisti(1)
- Tony Lombardo, bassista statunitense

## Batteristi(1)
- Dave Lombardo, batterista statunitense (L'Avana, n. 1965)

## Calciatori(5)
- Claudio Lombardo, ex calciatore italiano (Voghera, n. 1963)
- Enzo Lombardo, calciatore francese (Décines-Charpieu, n. 1997)
- Francisco Lombardo, calciatore argentino (Mendoza, n. 1925 - Las Heras, † 2012)
- Marino Lombardo, calciatore e allenatore di calcio italiano (Trieste, n. 1950 - Trieste, † 2021)
- Nicolás Lombardo, calciatore e allenatore di calcio argentino (Buenos Aires, n. 1903)

## Cantanti(1)
- Fulvia Musette, cantante italiana

## Direttori d'orchestra(1)
- Guy Lombardo, direttore d'orchestra e violinista canadese (London, n. 1902 - Houston, † 1977)

## Direttori di coro(1)
- Fabio Lombardo, direttore di coro e compositore italiano (Trapani, n. 1956)

## Dirigenti d'azienda(1)
- Giovanni Lombardo, dirigente d'azienda italiano (Palermo, n. 1915 - Torino, † 2018)

## Funzionari(1)
- Marco Lombardo, funzionario italiano (Lombardia)

## Giornaliste(1)
- Ester Lombardo, giornalista e scrittrice italiana (Trapani, n. 1895 - Santa Marinella, † 1982)

## Judoka(1)
- Manuel Lombardo, judoka italiano (Torino, n. 1998)

## Lottatori(1)
- Renato Lombardo, ex lottatore italiano (Catania, n. 1965)

## Mafiosi(3)
- Antonino Lombardo, mafioso italiano (Galati Mamertino, n. 1891 - Chicago, † 1928)
- Philip Lombardo, mafioso statunitense (New York, n. 1908 - Hollywood, † 1987)
- Ralph Lombardo, mafioso statunitense (New York, n. 1930 - † 2022)

## Militari(1)
- Francesco Lombardo, militare e criminale italiano (Favara, n. 1896 - Favara, † 1921)

## Ostacoliste(1)
- Patrizia Lombardo, ex ostacolista e velocista italiana (Roma, n. 1958)

## Pallavoliste(1)
- Gilda Lombardo, pallavolista italiana (Catania, n. 1989)

## Percussionisti(1)
- Loris Lombardo, percussionista e compositore italiano (Savona, n. 1985)

## Politici(9)
- Angelo Lombardo, politico italiano (Grammichele, n. 1960)
- Antonio Lombardo, politico italiano (Alcamo, n. 1982)
- Giuseppe Lombardo, politico italiano (Addis Abeba, n. 1941)
- Ivan Matteo Lombardo, politico italiano (Milano, n. 1902 - Roma, † 1980)
- Joe Lombardo, politico statunitense (Sapporo, n. 1962)
- Marco Lombardo, politico italiano (Locri, n. 1981)
- Nino Lombardo, politico italiano (Paternò, n. 1927 - Catania, † 2018)
- Raffaele Lombardo, politico italiano (Catania, n. 1950)
- Salvatore Lombardo, politico e ex arbitro di calcio italiano (Trapani, n. 1948)

## Poliziotti(1)
- Antonino Lombardo, carabiniere italiano (Mistretta, n. 1946 - Palermo, † 1995)

## Produttori cinematografici(2)
- Goffredo Lombardo, produttore cinematografico e produttore discografico italiano (Napoli, n. 1920 - Roma, † 2005)
- Gustavo Lombardo, produttore cinematografico italiano (Napoli, n. 1885 - Roma, † 1951)

## Psicologi(1)
- Giovanni Pietro Lombardo, psicologo italiano (Torre Santa Susanna, n. 1947)

## Saggisti(1)
- Stanley Lombardo, saggista, traduttore e insegnante statunitense (New Orleans, n. 1943)

## Scultori(6)
- Antonio Lombardo, scultore e architetto italiano (Venezia, n. 1458 - Ferrara, † 1516)
- Cristoforo Lombardo, scultore e architetto italiano (Milano, † 1555)
- Girolamo Lombardo, scultore italiano (Ferrara, n. 1506 - Recanati, † 1590)
- Pietro Lombardo, scultore e architetto svizzero (Carona - Venezia, † 1515)
- Sante Lombardo, scultore e architetto italiano (Venezia, n. 1504 - Venezia, † 1560)
- Tullio Lombardo, scultore e architetto italiano (Venezia, † 1532)

## Sollevatrici(1)
- Jennifer Lombardo, sollevatrice italiana (Palermo, n. 1991)

## Statistici(1)
- Enzo Lombardo, statistico italiano (Bari, n. 1938 - Roma, † 2005)

## Teologi(1)
- Pietro Lombardo, teologo e vescovo italiano (Lumellogno di Novara, n. 1100 - Parigi, † 1160)

## Velociste(1)
- Rossana Lombardo, ex velocista italiana (Formia, n. 1962)

## Velocisti(1)
- Vincenzo Lombardo, velocista italiano (Santo Stefano di Camastra, n. 1932 - Milano, † 2007)

## Senza attività specificata(1)
- Maricetta Lombardo, tecnico del suono italiana (Agrigento)